# ژرژ شاپرو
ژرژ شاپرو (فرانسوی: Georges Chaperot‎; زاده ۲۱ آوریل ۱۹۰۲ – مرگ ۱۶ ژوئیه ۱۹۷۰) فیلم‌نامه‌نویس اهل کشور فرانسه بود. وی از فیلمنامه نویسان فیلم قفس بلبل‌ها بوده‌است.